# Farleigh (Surrey)
Pour les articles homonymes, voir Farleigh.
Farleigh est une localité anglaise du Surrey située au sud du centre de Londres.